# Daniïl Dúbov
Daniïl Dmítrievitx Dúbov (rus: Даниил Дмитриевич Дубов; Moscou, 18 d'abril de 1996) és un jugador d'escacs rus que té el títol de Gran Mestre des del 2011. Va obtenir la tercera norma de Gran Mestre a l'edat de 14 anys, 11 mesos, 14 dies.
A la llista d'Elo de la FIDE del novembre de 2021, hi tenia un Elo de 2714 punts, cosa que en feia el jugador número 6 (en actiu) de Rússia, i el 27è millor jugador al rànquing mundial. El seu màxim Elo va ser de 2714 punts, a la llista del juny de 2021.

## Resultats destacats en competició
Dúbov va guanyar la medalla de bronze al Campionat d'Europa Sub10 de 2006 i la medalla de plata al Campionat d'Europa Sub12 de 2008. El 2009 va guanyar el Campionat de Rússia Sub16 de ràpides i llampec.
El 2009 va guanyar el Campionat de Joves Estrelles Joves del Món - Memorial Vanya Somov a Kirishi. En el mateix any va jugar per l'equip rus que va guanyar l'or a les Olimpíades d'escacs Sub16. Dúbov també va guanyar la medalla de bronze del segon tauler. El 2011 va jugar un altre cop a l'Olimpíada d'escacs Sub16 i de nou obtingué l'or per l'equip i el bronze individual pel primer tauler. Dúbov va guanyar el Campionat de Moscou de ràpides el 2011.
El 2012, Dúbov empatà pel primer lloc amb Dmitri Andreikin i Nikita Vitiúgov en la Lliga màxima del Campionat de Rússia i classificat per la final del Campionat de Rússia on puntuà 4 de 9.
El gener de 2013, Dúbov va participar en el torneig Tata Steel B a Wijk aan Zee, on va fer 7½ punts de 13 (+4=7-2) acabant cinquè de catorze participants. A la Copa del Món de 2013 va assolir la tercera ronda i va ser eliminat per Anton Kórobov, després de fer fora a Serhí Fedortxuk i l'excampió del món de la FIDE Ruslan Ponomariov. El desembre de 2013, va jugar un matx amistós a sis partides amb Aleksei Xírov anomenat "Batalla de Generacions", i que fou guanyat pel segon.
L'abril 2015, fou segon empatat amb el primer classificat, Ian Nepómniasxi, a l'Aeroflot Open. Va guanyar la medalla de bronze al Campionat del món d'escacs ràpids de 2016 celebrat a Doha (el campió fou Serguei Kariakin).